# Спиріно (Новосибірська область)
Спиріно (рос. Спирино) — село у Ординському районі Новосибірської області Російської Федерації.
Входить до складу муніципального утворення Спирінська сільрада. Населення становить 577 осіб (2010).

## Історія
Згідно із законом від 2 червня 2004 року органом місцевого самоврядування є Спирінська сільрада.

## Населення
| 2002 | 2007 | 2010 |
| ---- | ---- | ---- |
| 685  | ↗714 | ↘577 |